# Lincoln (Fußballspieler, 2000)
Lincoln Corrêa dos Santos (* 16. Dezember 2000 in Serra) ist ein brasilianischer Fußballspieler.

## Karriere

### Verein
Der Stürmer stammt aus der Jugendakademie des Traditionsvereins Flamengo Rio de Janeiro. Am 19. November 2017 (36. Spieltag) gab er im Alter von 16 Jahren sein Debüt in der Série A, als er beim 3:0-Auswärtssieg gegen Corinthians São Paulo in der 65. Spielminute eingewechselt wurde. Auch in den verbleibenden zwei Saisonspielen kam Lincoln zum Einsatz, wobei er jedoch stets nur in den Schlussphasen eingewechselt wurde. In der folgenden Spielzeit 2018 kam Lincoln nur unregelmäßig zum Einsatz und bestritt nur neun Ligaspiele. Im Frühjahr 2019 gewann Lincoln mit Flamengo nach einem 2:0-Finalsieg gegen CR Vasco da Gama die Staatsmeisterschaft von Rio de Janeiro. Am 4. Spieltag der Saison 2019 erzielte er beim 2:1-Heimsieg gegen Chapecoense sein erstes Tor im brasilianischen Ligabetrieb.  Am 23. November 2019 gewann er mit dem Klub die Copa Libertadores 2019, wobei er in nur einem Spiel im Achtelfinale zu einem 33-minütigen Einsatz kam. Einen Tag später fiel in der brasilianischen Meisterschaft 2019 die Vorentscheidung zu Gunsten von Flamengo und Lincoln konnte auch diesen Titel feiern.
Im Januar 2021 wechselte Lincoln nach Japan zu Vissel Kōbe. Im August 2022 wurde er in seine Heimat an Cruzeiro Belo Horizonte ausgeliehen. Die Leihe wurde befristet bis Dezember 2023, enthielt aber eine Klausel, nach der sein Heimatklub ihn vorzeitig wieder zurück rufen kann. Mit dem Klub konnte er im November des Jahres den Gewinn der Série B 2022 feiern (neun Spiele, ein Tor). Nach dem Ende der Leihe kehrte Lincoln zu Vissel Kōbe zurück. Am Ende der Saison 2023 feierte er mit dem Verein die japanische Meisterschaft. Nach insgesamt 26 Erstligaspielen für Vissel wurde sein Vertrag nach der Saison 2023 nicht verlängert.
Nach einem Halbjahr ohne Verein wechselte der Angreifer zur Saison 2024/25 zum österreichischen Bundesligisten SCR Altach, bei dem er einen bis 2026 laufenden Vertrag erhielt. Nachdem er sich noch vor dem Saisonstart in einem Vorbereitungsspiel einen Muskelfaserriss zugezogen hatte, fiel der Neuzugang der Vorarlberger in weiterer Folge wochenlang aus und gab schließlich am 26. Oktober 2024 sein Pflichtspieldebüt, als er beim 2:2-Remis gegen den SK Austria Klagenfurt in der 88. Spielminute für Vesel Demaku eingewechselt wurde. Gleich im Anschluss fiel er abermals krankheitsbedingt für mehrere Wochen aus. Bis zur Winterpause kam er zu zwei Einsätzen in der Bundesliga.
Bereits im Januar 2025 verließ er Altach wieder und wechselte leihweise in seine Heimat zum Zweitligisten Athletic Club (MG).

### Nationalmannschaft
Lincoln repräsentierte sein Heimatland Brasilien in diversen Juniorennationalmannschaften. Mit der U17 gewann er die U-17-Südamerikameisterschaft 2017, bei welchem Chile der Gastgeber war. Mit fünf Treffern in neun Einsätzen war er hinter Vinícius Júnior, seinem damaligen Teamkollegen bei Flamengo, zweitbester Torschütze des Turniers. Im Oktober 2017 nahm er mit Brasilien an der U-17-Weltmeisterschaft 2017 in Indien teil. Dort erzielte er in den allen drei Gruppenspielen gegen Spanien, Nordkorea und den Niger jeweils ein Tor. In der Finalrunde konnte er dann nicht mehr treffen, bei der Brasilien im Halbfinale an England scheiterte. Das Spiel um Platz drei gegen Mali konnte dann mit 2:0 gewonnen werden. Insgesamt bestritt er 18 Spiele für die U-17-Auswahl, in denen er neunmal traf.
Seit November 2018 spielt Lincoln Corrêa für die U20, mit der er an der U-20-Südamerikameisterschaft 2019 in Chile teilnahm. In diesem bestritt er alle zehn Spiele der Auswahl und erzielte drei Tore. Brasilien beendete den Wettbewerb auf dem 5. Platz.

## Erfolge

### Verein
Flamengo Rio de Janeiro
- Staatsmeisterschaft von Rio de Janeiro: 2019, 2020
- Copa Libertadores: 2019
- Brasilianischer Meister: 2019
- Supercopa do Brasil: 2020
- Taça Guanabara: 2020
- Recopa Sudamericana: 2020

Cruzeiro
- Série B: 2022

Vissel Kōbe
- Japanischer Meister: 2023

### Nationalmannschaft
Brasilien U17
- U-17-Südamerikameisterschaft: 2017